# Ghostforce
Ghostforce (en coreà: 출동! 고스트파워; romanització revisada del coreà: Chuldong! Goseuteu pawo!) és una sèrie de televisió d'animació coreana-francesa de 52 episodis (+2 especials de 22 i 44 minuts) que duren 11 minuts, creada i produïda per Jérémy Zag. La sèrie es va estrenar per primer cop el 25 de juliol de 2021 al canal Disney Channel a Israel. A Catalunya es va emetre per primer cop l'11 d'abril de 2022 al Canal Super3. També s'ha emès pel canal SX3.

## Argument
L'Andy, la Liv i en Mike són companys d'institut que equilibren en secret la vida escolar i la caça de fantasmes, i tots tres formen la Ghostforce. Gràcies a l'ajuda de la seva mentora, la senyoreta Jones (una gran científica) i una intel·ligència artificial que es diu Brillant, aquests superherois lluiten contra els fantasmes de la ciutat de Nova York. Aleshores es transformen en Fury, Myst i Krush i fan servir els seus fantopoders per tal d'aturar-los, ja que s'alimenten de la por dels ciutadans.

## Personatges
- Andy Baker
- Liv Baker
- Mike Collins
- Senyoreta Jones
- Drake

## Doblatge
| Personatge      | Doblatge francès    | Doblatge català   |
| --------------- | ------------------- | ----------------- |
| Andy            | Enzo Ratsito        | Hèctor García     |
| Mike            | Hervé Grull         | Marc Gómez        |
| Liv             | Laure Filiu         | Àngels Ribalta    |
| Senyoreta Jones | Marie Diot          | Lara Ullod        |
| Brillant        | Frédéric Colasberna | Pau López         |
| Drake           | Emmanuel Garijo     | David García Llop |

## Episodis

### Primera temporada (2021)
| Número absolut | Número relatiu | Nom                      | Resum | Data d'estrena a França | Data d'estrena a Catalunya |
| -------------- | -------------- | ------------------------ | --- | ----------------------- | -------------------------- |
| 1              | 1              | Bananice                 | La Liv, l'Andy i el Mike han d'exposar un treball de ciències a l'institut. Precisament quan estan a punt de desfer un gelat aprofitant l'energia del sol, el Bobby interromp la demostració i entra a classe amb el Drake ben congelat. El causant de l'aparent congelació espontània del Drake és un fantasma petit que, segons la senyoreta Jones, només seria perillós si s'alimentés de coses congelades. Per desgràcia de seguida troba el gelat que havien de fer servir per la demostració del treball.                                                                                                 | 6 de novembre de 2021   | 11 d'abril de 2022         |
| 2              | 2              | Fastibrossa Grordure     | L'Andy vol fer bona impressió a la Carla i es posa perfum, però se'n posa una mica massa. A més, després es posa desodorant i la combinació de totes dues olors no és gens agradable. De tota manera, no és tan insuportable com la pudor que de sobte envaeix unes quantes zones de la ciutat. La Ghostforce descobreix que el causant és un fantasmet tòxic que s'alimenta de deixalles, i l'hauran de neutralitzar. | 4 de setembre de 2021   | 11 d'abril de 2022         |
| 3              | 3              | Faraok Pharaok           | La Ghostforce s'ha d'enfrontar amb un fantasma que estava amagat en una màscara d'un faraó de l'antic Egipte. El fantasma emet una calor espectral tan intensa que fins i tot debilita els altres fantasmes i, per tant, la fantoenergia de la senyoreta Jones i de la Ghostforce. Mentrestant, el fantasma converteix en mòmia tothom que va trobant. La Ghostforce haurà de descobrir el punt feble del fantasma i capturar-lo abans que sigui massa tard. | 28 d'agost de 2021      | 11 d'abril de 2022         |
| 4              | 4              | Mizuo                    | Es torna a repetir l'eterna discussió entre l'Andy i el Drake: qui és el millor jugador de bàsquet de l'institut? Mentrestant, una gavina desperta un fantasma que s'amagava a dins d'una cantimplora en un terrat de Nova York. De seguida que pot, es fusiona amb una cisterna d'aigua i comença a atacar la gent. I la cosa encara es complica més quan es comença a multiplicar sense parar... El Fury haurà de deixar de banda la rivalitat amb el Drake i demanar-li ajuda per capturar el monstre. | 13 de novembre de 2021  | 11 d'abril de 2022         |
| 5              | 5              | Zip-zap Zipzap           | Els herois de la Ghostforce han de lluitar contra un petit fantasma que es fica als dispositius amb pantalla i hipnotitza tothom qui se'ls mira. La senyoreta Jones els avisa que s'afanyin a capturar-lo perquè si passés a mode augmentat seria molt perillós: a través de mòbils i altres pantalles podria arribar a hipnotitzar tots els habitants de Nova York. | 9 d'octubre de 2021     | 12 d'abril de 2022         |
| 6              | 6              | Mikrú Mikroo             | El Drake es fica amb el Mike, i a l'Andy i la Liv els sembla que l'han de defensar perquè és un any més petit que ells, però de fet el Mike se sent una mica ofès perquè és perfectament capaç d'espavilar-se tot sol. Els ho haurà de fer entendre als germans Baker. Mentre fan classe, un fantasma molt poruc apareix a la biblioteca de l'institut. I, tot i ser molt petit, és capaç de xuclar tot allò que l'espanta, incloent-hi tots els alumnes i el professor. | 28 d'agost de 2021      | 12 d'abril de 2022         |
| 7              | 7              | Tauronox Requinox        | La Liv sorprèn el Marlo deixant un ram de flors a la seva taquilla de l'institut i està convençuda que el Marlo sent alguna cosa especial per ella però que no s'atreveix a dir-l'hi. Aquesta incertesa no la deixarà concentrar-se prou a l'hora de lluitar contra un fantasma pudent i golafre que escampa la seva ferum per tot Nova York i que cada vegada és més potent i més perillós. | 18 de setembre de 2021  | 12 d'abril de 2022         |
| 8              | 8              | Màstaar Mastaar          | A l'hora de començar a tocar la guitarra en un concert, a la Liv no li responen les mans. L'Andy es posa a explicar acudits per salvar la situació, però el públic no està gens content. La Liv haurà de superar la por escènica per ajudar els seus companys a lluitar contra un fantasma que hipnotitza la gent amb una música bastant peculiar i els converteix en fans. Per sort, podran comptar amb l'ajuda del Brillant. | 11 de setembre de 2021  | 13 d'abril de 2022         |
| 9              | 9              | Aracxiclet Arakgum       | Un fantasma en forma d'aranya apareix a l'institut i causa el pànic entre els alumnes. Després de fusionar-se amb un xiclet, captura l'Andy i se l'emporta. La Liv i el Mike demanaran consell a la senyoreta Jones per caçar el fantasma i salvar l'Andy, però el Mike haurà de superar la por que li fan les aranyes per poder enfrontar-se al fantasma que ha adoptat la forma d'un aràcnid gegant. | 30 d'octubre de 2021    | 13 d'abril de 2022         |
| 10             | 10             | Artiflama Artiflamme     | L'Andy està molt emocionat perquè és la primera vegada que ell i la seva germana Liv passaran la Festa Nacional dels Estats Units a Nova York. El Mike els recomana que sobretot no es perdin el castell de focs del vespre que fan sobre el pont de Brooklyn. Però el dia es complica quan apareix un fantasma molt ràpid que dispara coets. L'Andy es precipita i intenta capturar-lo tot sol sense tenir en compte els altres membres de l'equip, i no li acaba de sortir gaire bé. | 2 d'octubre de 2021     | 13 d'abril de 2022         |
| 11             | 11             | Xhipno Xhypno            | La Ghostforce s'ha d'enfrontar amb un misteriós fantasma que la senyoreta Jones no havia vist mai. És hipnotitzador i converteix la gent en amants de les plantes i, en mode augmentat, es converteix en una papallona gegantina que vol fer una gran família. Per impedir-ho abans que sigui massa tard, l'Andy haurà de deixar de banda la gelosia que sent per la Stacy i demanar-li que els ajudi a derrotar el fantasma. | 20 de novembre de 2021  | 13 d'abril de 2022         |
| 12             | 12             | Esporofungus Sporofungus | De vegades a una persona li sembla que s'explica molt clarament però els altres no l'entenen. És el cas del Mike, que amb el seu llenguatge tècnic i precís desconcerta una mica els seus companys. Els membres de la Ghostforce hauran de millorar la comunicació entre ells per poder desfer-se d'un fantasma amb forma de bolet, difícil de capturar i que va deixant un rastre pudent per allà on passa. | 25 de setembre de 2021  | 14 d'abril de 2022         |
| 13             | 13             | Krik-Krok                | Precisament el dia que el Mike, la Liv i l'Andy i els seus companys de classe han de portar una planta a l'institut, apareix un fantasma que sembra llavors de plantes que creixen instantàniament pertot Nova York. Els membres de la Ghostforce hauran de perseguir el fantasma i intentar capturar-lo abans que les bardisses que va escampant destrueixin tota la ciutat. Per sort, també els ajudarà el Brillant. O almenys ho intentarà. | 25 de setembre de 2021  | 14 d'abril de 2022         |
| 14             | 14             | Burg-horror Burghorreur  | La Liv s'ho fa venir bé perquè el Mike acompanyi la Charlie a fer un reportatge sobre la Ghostforce per al seu bloc i, mentrestant, apareix un fantasma que es fusiona amb l'hamburguesa que l'Andy s'estava a punt de menjar. La senyoreta Jones no havia vist mai cap exemplar com aquest, i Liv i l'Andy s'hauran d'enfrontar com puguin al fantasma que comença a escampar el caos per la ciutat mentre el Mike es debat entre no fallar a la Charlie i complir el seu compromís amb la Ghostforce. | 16 d'octubre de 2021    | 14 d'abril de 2022         |
| 15             | 15             | Raijin                   | La Liv ha d'anar a portar una bateria als seus pares, que se l'han descuidat, i pel camí troba el Mike. Aquest li demana ajuda urgent perquè l'aconselli sobre quin regal pot fer a la Charlie, la noia que li agrada. La Liv no gosa dir-li que no, però no és conscient que és impossible ser a dos llocs alhora. Els pares de la Liv, veient que no arriba, miren de trobar una solució alternativa, però apareix un fantasma elèctric molt potent. Sort que els membres de la Ghostforce comptaran amb una ajuda inesperada.                                                                                | 4 de setembre de 2021   | 12 d'abril de 2022         |
| 16             | 16             | Cronoclock Chronoklok    | El pare del Mike, famós jugador de bàsquet, regala a en Mike un rellotge intel·ligent que ni tan sols ha sortit al mercat, encara, perquè sap que al seu fill li encanten els gadgets. El rellotge emet missatges de veu de Michael Collins per als seus fans. Al Mike li fa molta il·lusió, és clar, però després a l'institut el Drake li diu que el seu pare només l'hi ha regalat perquè vol que sigui un jugador de bàsquet com ell, i al Mike no li interessa gaire, el bàsquet. I per complicar-ho tot, apareix un fantasma que petrifica la gent i es fusiona amb el rellotge.                          | 11 de setembre de 2021  | 14 d'abril de 2022         |
| 17             | 17             | Catàstrofe Katastroph    | L'Andy falla un triple a l'últim segon d'un partit quan la Liv era just a sota de la cistella i li havia demanat que li passés la pilota, però ell se juga el triple i perden. Aquest incident li fa perdre la confiança en ell mateix i, quan s'enfronten amb un fantasma triple que amenaça la ciutat, no n'encerta ni una. Per capturar el fantasma, l'Andy haurà de recuperar la confiança en ell mateix i recordar la importància de treballar en equip. | 18 de setembre de 2021  | 15 d'abril de 2022         |
| 18             | 18             | Gelistèria Jellystery    | La Liv té tantes ganes de provar un blàster espectral que els ensenya la senyoreta Jones, que l'agafa sense permís per anar a lluitar contra un fantasma. Hi va tota sola i sense dir res mentre tots els altres estan distrets. Però quan dispara el blàster contra el fantasma, no aconsegueix ben bé l'efecte que s'esperava, sinó ben al contrari: el fantasma passa a mode augmentat i la Liv s'adona que la situació se li has escapat de les mans. | 23 d'octubre de 2021    | 15 d'abril de 2022         |
| 19             | 19             | Vocaos Vochaos           | L'Andy presumeix davant de tots els companys de classe de ser un gran nedador i s'inventa unes gestes increïbles a l'aigua. Sorpresa per la inventiva del seu germà, la Liv revela davant de tothom que ni tan sols sap fer crol. Avergonyit i dolgut, l'Andy s'enfada molt i els germans no paren de discutir tota l'estona en comptes de concentrar-se per lluitar contra un fantasma que, quan toca una persona, li canvia el to de veu o, fins i tot, la deixa muda. | 27 de novembre de 2021  | 15 d'abril de 2022         |
| 20             | 20             | Edàtor Agia              | El dia de l'aniversari de l'Andy, la família i els amics li organitzen una festa sorpresa, i la Liv s'enriu d'ell perquè troba que ja no té edat per jugar amb joguets de nen petit. Però justament en plena festa, apareix un fantasma molt perillós que fa que totes les víctimes es comportin com si fossin nens petits. Els membres de la Ghostforce s'hauran d'afanyar a capturar-lo abans que tot Nova York no acabi sent com d'escola de pàrvuls impossible de controlar. | 4 de desembre de 2021   | 15 d'abril de 2022         |
| 21             | 21             | Ciclòpic Cyclopee        | La senyoreta Jones explica als nois de la Ghostforce que ha d'actualitzar el Brillant per incorporar-li unes prestacions noves que té. A la Myst això no li fa gens de gràcia, perquè li sembla que amb aquestes prestacions, el Brillant podrà sortir a lluitar tot sol i la senyoreta Jones ja no necessitarà més la Ghostforce. Per això, quan apareix un fantasma insisteix a anar-hi ells tres sols sense el Brillant, que precisament no està a punt perquè s'està acabant d'actualitzar. Però capturar el fantasma no serà tan fàcil com es pensava.                                                     | 11 de desembre de 2021  | 15 d'abril de 2022         |
| 22             | 22             | Cartomag Cartomage       | La senyoreta Jones s'adorm mentre estudia un fantasma de nivell 8. Quan l'Andy, la Liv i el Mike arriben al laboratori amb moltes ganes d'entrenar-se i la troben adormida, l'Andy agafa el fantasma per entrenar-se sense dir-l'hi a ella, i això que els seus companys l'avisen que és una imprudència. Tot i la seva aparença, el fantasma és més perillós del que sembla i s'escapa de la sala d'entrenament. No serà gens fàcil capturar un fantasma que es teletransporta. | 18 de desembre de 2021  | 18 d'abril de 2022         |
| 23             | 23             | Fantoescumós Frouskimous | El Mike està frustrat perquè diu que no li surt res com tenia previst. Els seus amics arriben tard al museu i no poden fer la visita que ell havia planificat. Llavors, quan s'han d'enfrontar amb un fantasma que omple tota la ciutat d'escuma, els plans que el Mike fa per neutralitzar-lo tampoc surten bé... Gràcies a l'experiència d'avui, el noi s'adonarà que de vegades, perquè tot surti bé, s'ha de saber improvisar. | 23 de gener de 2021     | 9 de maig de 2022          |
| 24             | 24             | Glu-glu Glougloux        | El professor Pascal fa un joc de mans amb cartes al Mike, a l'Andy i a la Liv. El Mike sempre descobreix els trucs dels números de màgia, però en aquest cas no el veu i no pot parar de pensar-hi. Ni tan sols quan apareix un fantasma que es fusiona amb la baralla de cartes i les comença a llançar com si fossin projectils gegants per tot Nova York. Fins que el Mike no faci cas als seus companys i se centri en el que ha de fer, no li podran parar els peus al fantasma. | 16 de gener de 2021     | 18 d'abril de 2022         |
| 25             | 25             | Gratera Gratouille       | L'Andy s'ofereix a cuidar el gos del professor Pascal perquè ell pugui anar a fer una conferència, però li surt l'oportunitat d'anar a veure el jugador de bàsquet Michael Collins, el seu gran ídol i pare del Mike, i deixa el gos al laboratori amb la senyoreta Jones. Quan els nois marxen, es desperta un fantasma que s'escapa del laboratori i comença a fer malifetes per la ciutat. Hauran d'interrompre el partit de bàsquet per salvar Nova York d'un fantasma molt pelut! | 6 de febrer de 2022     | 9 de maig de 2022          |
| 26             | 26             | Cripop                   | Tots els alumnes preparen el ball de l'institut amb il·lusió menys el Mike, que li fa vergonya ballar davant de tothom perquè es pensa que no ho fa prou bé. Un fantasma molt estrany es desperta a la biblioteca i, quan surt al carrer, es fusiona amb un altaveu i comença a recórrer tota la ciutat deixant un rastre de bombolles amb persones a dins que es veuen obligades a ballar. | 9 de gener de 2022      | 10 de maig de 2022         |
| 27             | 27             | Fantoson Somnibou        | El Mike escriu un programa per millorar les prestacions del Brillant, però l'únic que fa és desajustar-lo del tot. La senyoreta Jones, que no en sap res, insisteix que el Brillant vagi amb la Ghostforce a capturar un fantasma que fa dormir tothom que troba. Però el Brillant no en fa ni una del dret i tots veuen clar que li passa alguna cosa estranya. | 30 de gener de 2022     | 10 de maig de 2022         |
| 28             | 28             | Filesfereïdor Filaffreux | La Charlie organitza un concurs pels fans de la Ghostforce i la Liv és la més ràpida i encerta totes les preguntes. Segons ella, gràcies a un amulet de la sort. A mig concurs apareix un fantasma amb forma de cabdell de fil que es fusiona amb l'amulet de la Liv i transforma la gent en cascavells. La Liv haurà de recuperar la confiança en ella mateixa per vèncer el fantasma encara que no tingui l'amulet. | 20 de febrer de 2022    | 10 de maig de 2022         |
| 29             | 29             | Meta i Lix Méta&Lix      | El professor Pascal proposa experiment als alumnes: han de passar un matí amb una persona amb qui normalment no es fan gaire per descobrir què tenen en comú. Es formen unes parelles molt curioses amb alumnes que tenen interessos molt diferents. Mentre la Liv mira de trobar punts en comú amb una noia amb qui sembla impossible que en tingui cap, apareix un fantasma magnètic molt inquietant que, si s'ajunta amb la seva parella, pot ser molt perillós. | 6 de març de 2022       | 11 de maig de 2022         |
| 30             | 30             | Galetaflama Cookieflamme | El Mike li explica a l'Andy que ha quedat amb la Charlie per anar a una exposició de fòssils. L'Andy troba que no hi pot haver res més avorrit i convenç el Mike perquè prepari una cosa romàntica i es posi elegant. El Mike es torna insegur i ja no s'atreveix a proposar res, ni tan sols quan s'enfronten amb un fantasma amb forma de galeta gegant que no hi ha manera de capturar. | 13 de febrer de 2022    | 12 de maig de 2022         |
| 31             | 31             | Grafuriós Graffurious    | La Liv, el Mike i l'Andy fan una sortida amb tota la classe a la torre Kasenti, equipada amb els últims avenços tecnològics. Quan hi arriben, troben un grafiti recent que representa el Drake com a rei del bàsquet. Quan el director i un policia l'acusen d'haver fet el grafiti, el Drake acusa la Liv, que havia agafat uns esprais que hi havia per terra. En aquest moment, apareix un fantasma que es fusiona amb un esprai de pintura i comença a deixar un rastre de pintura de colors per tot Nova York.                                                                                             | 28 d'agost de 2022      | 12 de maig de 2022         |
| 32             | 32             | Levisfer Lévisfer        | El Mike vol presentar un invent a un concurs però encara l'ha d'ajustar perquè no li acaba de funcionar. El Rajat també es presenta al concurs i el seu invent, a més de ser espectacular, funciona perfectament. La Liv s'ofereix a ajudar el Mike, però a ell li sembla que ho ha de fer tot sol. Mentre lluiten contra un fantasma que fa levitar tot Nova York, el Mike s'adona que potser no hi ha cap mal a demanar ajuda per fer les coses. |                         | 13 de maig de 2022         |
| 33             | 33             | Paniclic Paniclick       | A casa els Baker fan neteja de coses velles. L'Andy es vol desfer d'una càmera de fotos instantània perquè la considera un trasto vell que ja no serveix per res, però la Liv està segura que els seus pares la voldran conservar. Llavors, es desperta un fantasma que dormia enmig de tot pòsters de pel·lícules velles i de seguida es fusiona amb la càmera de fer fotos. I el flaix de la màquina es torna una arma molt poderosa pel fantasma. | 27 de febrer de 2022    | 18 de maig de 2022         |
| 34             | 34             | Sorra-roc Sablirok       | El Mike està molt content perquè ha quedat per passar la tarda amb el seu pare, però el Michael Collins és un home molt ocupat i se n'ha descuidat... L'Andy i la Liv se'n van amb els pares i una amiga cap a la fira, però la senyoreta Jones els truca perquè vagin a capturar urgentment un fantasma que està omplint de sorra tot Nova York. També els ajuda el Brillant, que es comporta d'una manera una mica curiosa. | 28 d'agost de 2022      | 17 de maig de 2022         |
| 35             | 35             | Hipnolleó Hypnolion      | La Liv admira tant la senyoreta Jones i li agradaria tant ser com ella que, sense adonar-se'n, l'imita en tot. L'Andy i el Mike miren fer-li veure que potser en fa un gra massa i que també ha de confiar en el seu criteri. Quan la senyoreta Jones s'equivoca analitzant un fantasma, la Liv s'adona que fins i tot la millor científica del món es pot equivocar, i que està molt bé tenir-la com a model, però també ha de confiar en la seva intuïció. | 4 de setembre de 2022   | 19 de maig de 2022         |
| 36             | 36             | Trapella Gredingue       | Arriba el Dia de les Bromes i tothom en fa. L'Andy i la Liv enreden de valent el Mike. La senyoreta Jones i el Brillant els fan una broma als nois de la Ghostforce. I fins i tot el fantasma que apareix de cop és especialista a fer bromes. El Mike, en canvi, no hi té gens de traça. Però les bromes del fantasma poden arribar a ser perilloses, i la Ghostforce l'haurà de capturar per evitar que la gent prengui mal per culpa seva. |                         | 20 de maig de 2022         |
| 37             | 37             | Gomacola Gumglue         | Mentre l'Andy, el Mike i la Liv visiten un museu amb tota la classe, apareix un fantasma que inutilitza una porta i es queden tots tancats a dins del museu. La Charlie, però, es pot escapar a temps la Charlie i retransmet en directe les destrosses del fantasma. Tothom troba molt estrany que encara no hagi aparegut la Ghostforce, i els companys de classe comencen a sospitar que potser els membres de la Ghostforce s'han quedat tancats a dins del museu i per això no hi poden anar. L'Andy, el Mike i la Liv hauran d'anar molt en compte per evitar que descobreixin la seva identitat secreta. | 4 de setembre de 2022   | 23 de maig de 2022         |
| 38             | 38             | Escorpod Scorpod         | L'Andy, el Mike i la Liv s'enfronten amb un fantasma que és molt potent i petrifica la gent. Després d'estar una bona estona mirant de reduir-lo, el fantasma petrifica el Krush i el Brillant, i com que ja s'ha alimentat prou de la por, se'n torna a dormir. El problema és que s'ha amagat en un objecte de les clavegueres que el radar de la senyoreta Jones no ha pogut detectar. El Fury i la Myst hauran de buscar el fantasma i capturar-lo perquè els seus companys no es quedin petrificats per sempre.                                                                                            | 18 de setembre de 2022  | 24 de maig de 2022         |
| 39             | 39             | Turbocorn Turbokorn      | L'Andy, el Mike i la Liv s'han d'enfrontar amb un fantasma que es fusiona amb el cotxe més ràpid del món. El fantasma, en mode augmentat, és tan ràpid que no hi ha manera d'atrapar-lo. Els nois li demanen a la senyoreta Jones que els deixi agafar l'últim invent que ha fet, el Fantocotxe, encara que no hagin tingut temps de provar-lo. Serà tot un repte pels membres de la Ghostforce. | 18 de setembre de 2022  | 26 de maig de 2022         |
| 40             | 40             | Globuset Biballoon       | La Charlie convida el Mike a anar al museu però ell, tot i que li agradaria molt, no s'hi atreveix perquè té por de dir o de fer alguna cosa que el faci quedar malament. La Liv l'anima a no donar tantes voltes a les coses i ser més espontani, però el Mike n'és incapaç. Fins i tot quan s'enfronten amb un fantasma i han de decidir de pressa, al Mike li costa molt fer res abans d'haver-ho pensat molt bé. De vegades, massa i tot. |                         | 21 de juny de 2022         |
| 41             | 41             | Mascarada Mascarade      | L'Andy, com que veu que les noies admiren molt en Rajat perquè és molt culte i sap moltes coses, decideix que ell també ho vol ser. Aquest canvi d'actitud sorprendrà moltíssim els seus amics. Mentrestant, es desperta un fantasma molt curiós que porta les tres màscares del teatre: una que plora, una que riu i una que està enfadada, i fa canviar l'estat d'ànim de totes les víctimes que toca. | 11 de setembre de 2022  | 17 de setembre de 2022     |
| 42             | 42             | Nocturn Batata           | En Mike entra d'amagat al despatx del director de l'institut per fer-se el valent davant de la Charlie i, sense voler, desperta un fantasma amb forma de ratpenat que també converteix en ratpenat a tothom que toca. I el pitjor és que les seves víctimes també tenen el poder de convertir en ratpenat a tothom que toquen. Per tant, la Ghostforce haurà d'actuar amb rapidesa i capturar el fantasma abans que tothom de Nova York acabi convertit en ratapinyades. |                         | 17 de setembre de 2022     |
| 43             | 43             | Prehistorrible           | Mentre fan l'acte d'inauguració d'una exposició dedicada a la prehistòria, es desperta un fantasma i congela tots els assistents amb els seus poders. Entre ells, la Liv i en Mike. Per tant, d'entrada, l'Andy s'haurà d'espavilar per mirar de capturar el fantasma tot sol, però justament li havia promès a la Carla que li faria un favor urgent que no pot deixar per més tard. Quin dilema! Per sort, el Brillant també està disponible i encantat de poder ajudar. |                         | 17 de setembre de 2022     |
| 44             | 44             | Caorió Chaorion          | El professor Pascal ensenya el cel als alumnes. El Mike s'enfada perquè la Liv és més ràpida que ell contestant les preguntes d'astronomia que els fa el professor i no li deixa cap oportunitat de lluir-se com és habitual. Quan apareix un fantasma molt perillós de nivell 9, el Mike haurà de deixar de banda les rancúnies i treballar en equip amb els companys per capturar-lo. |                         | 17 de setembre de 2022     |
| 45             | 45             | Pirànyak Piraniak        | Tothom està molt revolucionat perquè s'ha posat a la venda un mòbil molt esperat. Té unes prestacions molt espectaculars i diuen que és el mòbil de les estrelles. L'Andy sap que els pares no li voldran comprar aquest mòbil, però tot i això, somia tenir-lo. Quan arriba a l'institut i s'assabenta que al Drake n'hi han regalat un, es mor d'enveja i s'obsessiona encara més amb el mòbil. Mentrestant, es desperta un fantasma molt perillós que hipnotitza la gent. |                         | 24 de setembre de 2022     |
| 46             | 46             | Dinozós Dinozos          | L'olor que fa la carn de senglar de l'entrepà que es menja l'Andy desperta un fantasma prehistòric que dormia amagat en un esquelet de dinosaure. El fantasma té forma de tiranosaure gegant i a tothom que toca el converteix en piranya. Una de les primeres víctimes és el pobre Mike. L'Andy i la Liv se n'escapen pels pèls i sortiran a caçar-lo amb el Brillant i el Fantocotxe. |                         | 24 de setembre de 2022     |
| 47             | 47             | L'Esmaixador Dunky Boss  | El Mike manlleva un fantasma de la Senyoreta Jones per guanyar un concurs de bàsquet i estar amb el seu pare, però es desferma el caos quan perd el control sobre ell i comença a escampar lava per tot arreu. |                         | 24 de setembre de 2022     |
| 48             | 48             | Espantaterra Scaregrow   | El professor Pascal proposa als alumnes una classe pràctica d'horticultura. L'Andy no està gaire al cas del que s'ha de fer i, quan el Drake el desafia a veure qui acaba tenint una planta més grossa, fa servir un adob químic per no perdre. Però l'adob químic té efectes molt dolents: a part de contaminar el parc, desperta un fantasma que s'amagava a dins d'un espantall i que comença a sembrar el pànic per tota la ciutat de Nova York. |                         | 24 de setembre de 2022     |
| 49             | 49             | Glupsijack Jellyjack     | La Liv va al laboratori a veure com la senyoreta Jones li dona menjar al Glups, un fantasmet ensinistrat que té. Llavors, es queda un moment sola amb ell per cuidar-lo i se li escapa. Mentrestant, l'Andy i el Mike són en una festa medieval. Quan la senyoreta Jones els avisa que ha aparegut un fantasma que espanta tot Nova York, els nois no s'imaginen que aquest fantasma tan temut és el Glups. |                         | 27 de setembre de 2022     |
| 50             | 50             | Kabum Kaboom             | La Liv acaba la jornada esgotada perquè, a banda d'anar a classe, ha fet moltes altres coses. No ha parat en cap moment. Tot i així, quan li proposen un entrenament amb dos fantasmes alhora, s'hi apunta sense pensar-s'ho. I quan arriba el moment d'enfrontar-se amb un fantasma de veritat, també s'hi llança amb tota l'energia que li queda. Però tard o d'hora, haurà de reconèixer que tothom té un límit i arriba un moment en què s'ha de descansar. |                         | 28 de setembre de 2022     |
| 51             | 51             | Ninjaki Ninja Ki         | La Liv té molt mal dia, tot li surt al revés. El professor Pascal l'anima a aprendre a no perdre la calma passi el que passi; com els samurais del Japó feudal, que eren capaços de controlar les emocions en tot moment. Al principi, la Liv no en fa gaire cas, però quan s'enfronta amb un fantasma molt difícil de capturar perquè té la capacitat de fer-se invisible, s'adona que el professor Pascal tenia molta raó. |                         | 28 de setembre de 2022     |
| 52             | 52             | Critangle Criangle       | La Charlie convida el Mike a anar al museu però ell, tot i que li agradaria molt, no s'hi atreveix perquè té por de dir o de fer alguna cosa que el faci quedar malament. La Liv l'anima a no donar tantes voltes a les coses i ser més espontani, però el Mike n'és incapaç. Fins i tot quan s'enfronten amb un fantasma i han de decidir de pressa, al Mike li costa molt fer res abans d'haver-ho pensat molt bé. De vegades, massa i tot. | 11 de setembre de 2022  | 29 de setembre de 2022     |